# Les Lilas
Pour les articles homonymes, voir Lilas.
Les Lilas /le li.la/ sont une commune française située dans le département de la Seine-Saint-Denis en région Île-de-France.
Ses habitants sont appelés les Lilasiens, Lilasiennes.
La devise des Lilas est « J’étais fleur, je suis cité ».

## Géographie

Localisation des Lilas dans la Petite Couronne.

La ville est située sur la colline de Belleville dans la banlieue nord-est de Paris, au sud-ouest du département de la Seine-Saint-Denis. Sur son territoire se situe le point culminant du département, avec 131 mètres.

### Communes limitrophes
Les communes limitrophes sont Paris, 19e arrondissement de Paris, Le Pré-Saint-Gervais, Pantin, Romainville et Bagnolet.
| Le Pré-Saint-Gervais | Pantin    | Romainville |
| Le Pré-Saint-Gervais | des Lilas | Romainville |
| Paris                | Bagnolet  | Bagnolet    |

### Desserte
La ville est desservie par les stations Mairie des Lilas et Serge Gainsbourg de la ligne 11 du métro.
La ville est également située à proximité de la station Porte des Lilas des lignes 3 bis et 11 du métro et 3b du tramway.
La ville est desservie par les lignes 48, 105, 115, 170 et 249 du réseau de bus RATP, ainsi que les navettes communales TillBus et P'tit Bus et les lignes N12 et N23 du Noctilien.
En voiture, la ville est facilement accessible depuis Paris par la porte des Lilas et le boulevard périphérique. Son axe principal, dans le prolongement de la rue de Belleville à Paris, est la rue de Paris (D 117), qui relie la commune à Romainville et à Noisy-le-Sec.

### Climat
Pour des articles plus généraux, voir Climat de l'Île-de-France et Climat de la Seine-Saint-Denis.
En 2010, le climat de la commune est de type climat océanique dégradé des plaines du Centre et du Nord, selon une étude du CNRS s'appuyant sur une série de données couvrant la période 1971-2000. En 2020, Météo-France publie une typologie des climats de la France métropolitaine dans laquelle la commune est exposée à un climat océanique altéré et est dans la région climatique Sud-ouest du bassin Parisien, caractérisée par une faible pluviométrie, notamment au printemps (120 à 150 mm) et un hiver froid (3,5 °C).
Pour la période 1971-2000, la température annuelle moyenne est de 11,9 °C, avec une amplitude thermique annuelle de 15,3 °C. Le cumul annuel moyen de précipitations est de 637 mm, avec 10,4 jours de précipitations en janvier et 7,5 jours en juillet. Pour la période 1991-2020, la température moyenne annuelle observée sur la station météorologique la plus proche, située sur la commune de Paris à 5 km à vol d'oiseau, est de 13,3 °C et le cumul annuel moyen de précipitations est de 667,4 mm,. Pour l'avenir, les paramètres climatiques de la commune estimés pour 2050 selon différents scénarios d'émission de gaz à effet de serre sont consultables sur un site dédié publié par Météo-France en novembre 2022.
| Mois                                  | jan.             | fév.             | mars          | avril         | mai            | juin           | jui.           | août           | sep.          | oct.          | nov.            | déc.            | année      |
| ------------------------------------- | ---------------- | ---------------- | ------------- | ------------- | -------------- | -------------- | -------------- | -------------- | ------------- | ------------- | --------------- | --------------- | ---------- |
| Température minimale moyenne (°C)     | 3,4              | 3,5              | 5,6           | 7,8           | 11             | 14,1           | 16             | 15,8           | 12,7          | 9,9           | 6,4             | 4               | 9,2        |
| Température moyenne (°C)              | 5,8              | 6,6              | 9,6           | 12,7          | 16             | 19,1           | 21,3           | 21,2           | 17,7          | 13,7          | 9,1             | 6,2             | 13,3       |
| Température maximale moyenne (°C)     | 8,2              | 9,7              | 13,7          | 17,5          | 21             | 24,1           | 26,5           | 26,5           | 22,7          | 17,5          | 11,8            | 8,5             | 17,3       |
| Record de froid (°C) date du record   | −13,8 17.01.1985 | −11,6 07.02.1991 | −6,2 13.03.13 | −2 12.04.1986 | 2,3 07.05.1997 | 6,1 30.06.1981 | 8,7 19.07.1986 | 8,6 27.08.1985 | 5 30.09.18    | −1 28.10.03   | −6,3 23.11.1998 | −8 29.12.1996   | −13,8 1985 |
| Record de chaleur (°C) date du record | 17,5 27.01.03    | 22,9 27.02.19    | 27,3 31.03.21 | 31,5 20.04.18 | 36 27.05.05    | 37,6 27.06.11  | 41,9 25.07.19  | 40,2 07.08.03  | 36,5 08.09.23 | 30,7 01.10.11 | 22,5 07.11.15   | 17,5 16.12.1989 | 41,9 2019  |
| Précipitations (mm)                   | 50,9             | 44,9             | 46,1          | 49,2          | 75,1           | 54,8           | 57,1           | 59,3           | 49            | 56,7          | 57,6            | 66,7            | 667,4      |

## Urbanisme

### Typologie
Au 1er janvier 2024, Les Lilas sont catégorisés grand centre urbain, selon la nouvelle grille communale de densité à sept niveaux définie par l'Insee en 2022.
Elle appartient à l'unité urbaine de Paris, une agglomération inter-départementale regroupant 407  communes, dont elle est une commune de la banlieue,,. Par ailleurs la commune fait partie de l'aire d'attraction de Paris, dont elle est une commune du pôle principal,. Cette aire regroupe 1 929 communes,.

### Sociologie
Les Lilas sont rangés par l'INSEE parmi les communes les plus mixtes sur le plan socio-spatial de la Métropole du Grand Paris, 78% de la population municipale vivant dans des quartiers définis comme mixtes,.
Selon l'INSEE, la commune se situe dans la « zone de gentrification » du département de la Seine-Saint-Denis, aux côtés d'autres communes comme Montreuil, Le Pré-Saint-Gervais ou Romainville. Ce type d'espace est caractérisé par une arrivée croissante de populations au profil socio-économique supérieur, coexistante avec une persistance de la pauvreté. Selon L'Institut Paris Région, au Lilas entre 2010 et 2015, "la présence des ménages aisés (trois derniers déciles) tend à s’accroître modérément et celle des plus pauvres (trois premiers déciles) à diminuer".

## Toponymie
Les Lilas doivent leur nom aux jardins fleuris qui couvraient la colline sous le Second Empire, mais surtout aux lilas des guinguettes, cabarets et gargotes où le romancier Paul de Kock trouvait son inspiration.
Lors de la création de la commune en 1867, il avait également été envisagé de nommer la nouvelle commune Napoléon-le-Bois ou Commune-de-Padoue, en référence à un duc de Padoue qui avait résidé autrefois dans la localité.

## Histoire
L’agglomération s’est constituée sur le bois de Romainville ou bois des Boulleaux, lieu de détente des habitants de l’est parisien au début du XIXe siècle.  Ce bois est défriché à partir des années 1830 pour construire des maisons le long des allées cavalières en étoile autour du rond-point (actuelle place du Général de Gaulle).  Le romancier Paul de Kock en acquiert une en 1832. Au nord, le  fort de Romainville est construit de 1844 à 1848 sur le domaine du  château de la marquise de Montesson dont la rue du château conserve le souvenir.
Les terrains de la partie ouest du bois sont lotis vers 1850 pour des populations aisées par M. Meissonnier dont une rue conserve la mémoire.
Ces nouveaux habitants demandent la création d’une commune autonome qui leur est accordée en 1867 
.

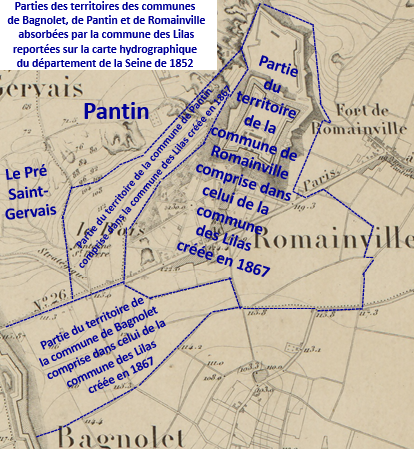
Territoire des Lilas pris sur les communes voisines en 1867.

La commune des Lilas est créée le 24 juillet 1867 sur les terrains lotis de ce bois et les territoires environnants
La nouvelle commune absorbe :
- la partie du territoire de Romainville qui s’étendait à l’est jusqu’à  la voie de la Déportation, les rues Henri Barbusse, Jean Moulin (anciennes limites avec la commune de Pantin), au sud jusqu’aux rues Romain Rolland, du Maréchal Juin et Floréal entre la rue Sadi-Carnot et le croisement avec les rues Jeanne Hornet et Saint-Germain (ancienne limite avec la commune de Bagnolet), soit le tiers de la surface communale (77 hectares peuplé de 2 000 habitants), comprenant le fort de Romainville qui a conservé son nom, l’actuel parc municipal des Sports au nord et le lotissement en étoile autour de la place du Général-de-Gaulle de l’ancien bois des Bouleaux comprenant à cette date environ 300 habitations construites à partir des années 1840.
- la partie du territoire de Pantin  à l’ouest du fort de Romainville, compris entre les rues Henri Barbusse et Jean-Moulin qui formait l’ancienne limite communale avec Romainville, en limite  du lotissement du bois des Bouleaux  jusqu’à l'actuelle limite communale formée par les  rues Faidherbe, Mancelle  et du Bois.
- la partie du territoire de Bagnolet  au nord de la rue de Noisy-le-Sec, limitée à l’est par l’avenue du Maréchal-Juin, au nord par les rues Romain Rolland et de Paris (anciennes limites communales avec Romainville), comprenant le territoire de l’ancien parc du château des Bruyères[21].

Aux Lilas se trouvait dès la fin du XIXe siècle un important dépôt de tramways exploité par la Compagnie des tramways de l'Est parisien, qui est désormais le dépôt de bus RATP de Floréal.
En 1929, la ville de Paris incorpore la zone non aedificandi qui longeait sur une largeur de 250 mètres l'enceinte déclassée en 1919 faisant auparavant partie du territoire communal des Lilas, soit l'espace compris entre le boulevards Mortier et la rue des Frères-Flavien autour du boulevard périphérique.
La ville était desservie par plusieurs lignes de tramways, dont celle qui reliait la banlieue à la place de l'Opéra représentée sur la carte postale.

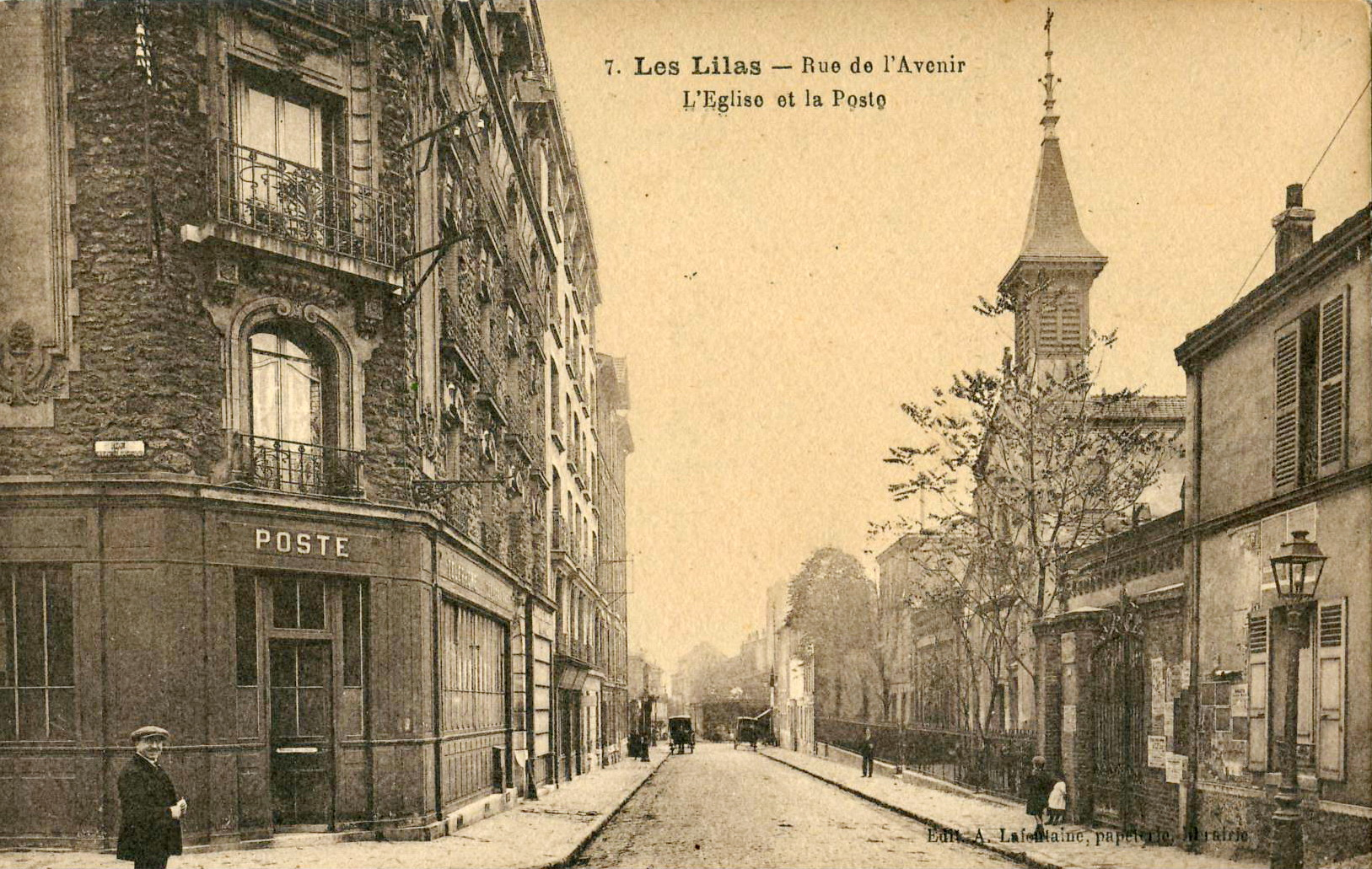
Les Lilas au début du XXe siècle.
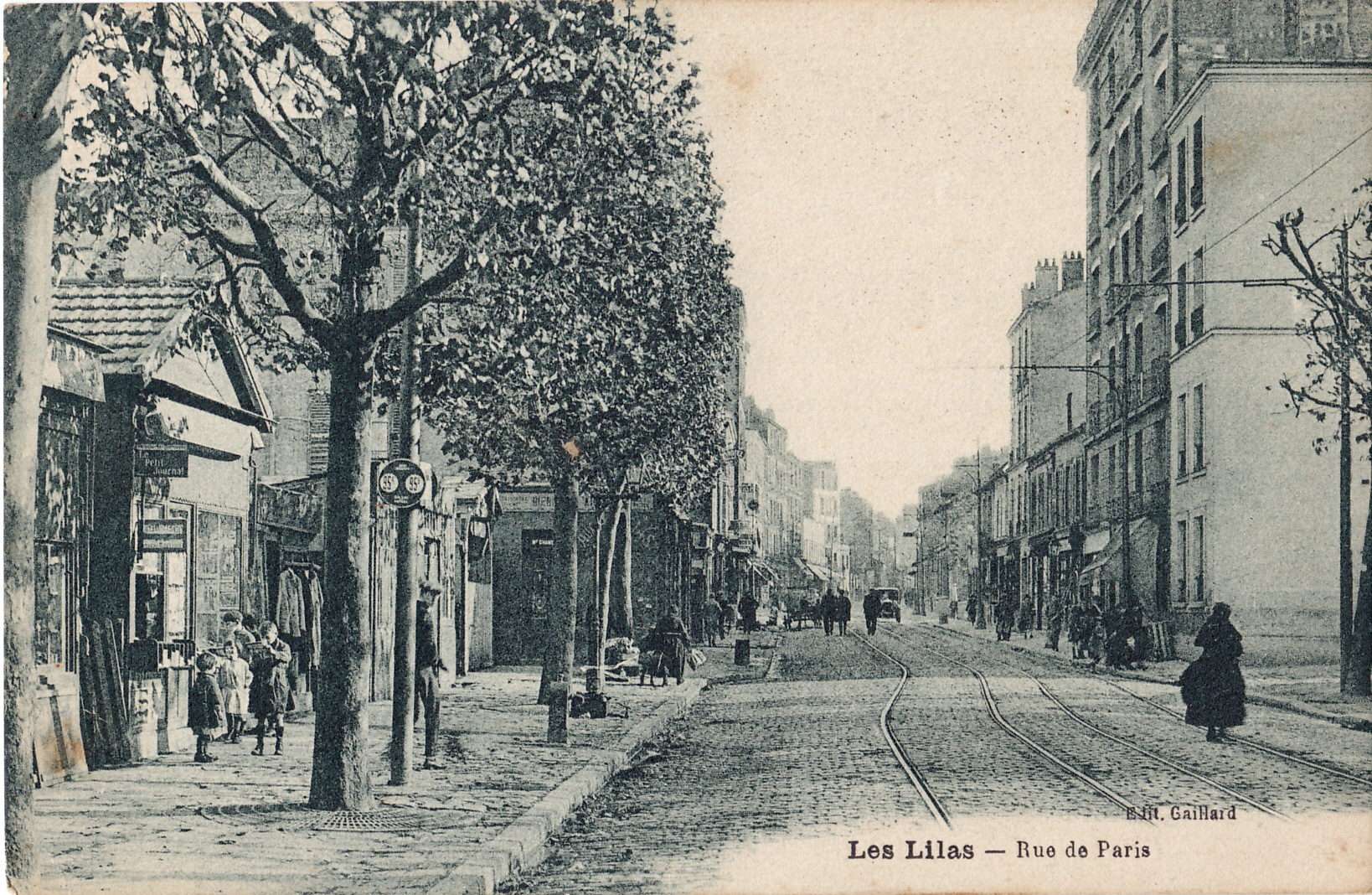
La rue de Paris, à la même époque.
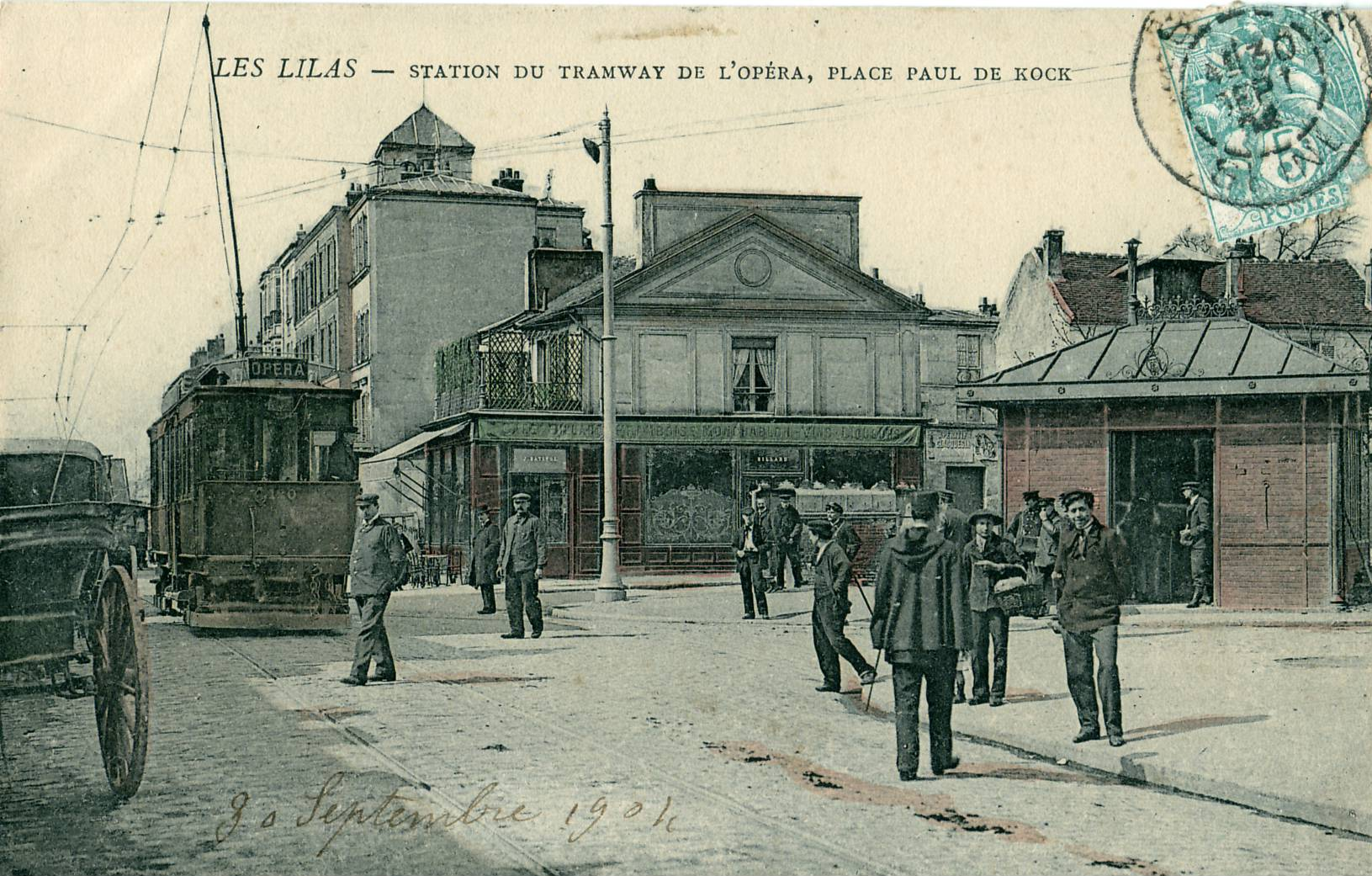
La place Paul-de-Kock et le tramway de la ligne de l'Opéra.

## Politique et administration
La commune a été créée en 1867, par détachements du territoire de Bagnolet, Pantin et Romainville.

### Rattachements administratifs et électoraux
Antérieurement à la loi du 10 juillet 1964, la commune faisait partie du département de la Seine. La réorganisation de la région parisienne en 1964 fit que la commune appartient désormais au département de la Seine-Saint-Denis et son arrondissement de Bobigny après un transfert administratif effectif au 1er janvier 1968.
Pour l'élection des députés, la commune fait partie depuis 2012 de la Neuvième circonscription de la Seine-Saint-Denis.
Elle faisait partie depuis sa création en 1867 du canton de Pantin du département de la Seine. Lors de la mise en place de la Seine-Saint-Denis, elle est rattachée en 1967 au canton du Pré-Saint-Gervais puis, en 1976, devient le chef-lieu du canton des Lilas. Dans le cadre du redécoupage cantonal de 2014 en France, la commune est désormais intégrée au canton de Bagnolet.

### Intercommunalité
À la suite des élections municipales de 2008, les villes de Bagnolet, Bobigny, Bondy, Les Lilas, Montreuil, Noisy-le-Sec, Le Pré-Saint-Gervais, Pantin et Romainville ont entamé des réflexions en vue de la création d'une communauté d'agglomération. Celle-ci, dénommée communauté d'agglomération Est Ensemble a été créée au 1er janvier 2010.
Dans le cadre de la mise en œuvre de la volonté gouvernementale de favoriser le développement du centre de l'agglomération parisienne comme pôle mondial est créée, le 1er janvier 2016, la métropole du Grand Paris (MGP), à laquelle la commune a été intégrée.
La loi portant nouvelle organisation territoriale de la République du 7 août 2015 (Loi NOTRe) prévoit également la création le 1er janvier 2016 d'établissements publics territoriaux (EPT), qui regroupent l'ensemble des communes de la métropole à l'exception de Paris, assurent des fonctions de proximité en matière de politique de la ville, d'équipements culturels, socioculturels, socio-éducatifs et sportifs, d'eau et assainissement, de gestion des déchets ménagers et d'action sociale et exercent également les compétences que les communes avaient transférées aux intercommunalités supprimées.
La commune fait donc partie depuis le 1er janvier 2016 de l'établissement public territorial Est Ensemble, créé par un décret du 11 décembre 2015 et qui regroupe l'ensemble des communes qui faisaient partie de l'ancienne communauté d'agglomération.

### Tendances politiques et résultats
Lors du premier tour des élections municipales de 2014 dans la Seine-Saint-Denis, la liste PS-PCF menée par le maire sortant Daniel Guiraud obtient la majorité absolue des suffrages exprimés, avec 4 086 voix (55,59 %, 28 conseillers municipaux élus dont 7 communautaires), devançant très largement les listes menées respectivement par : 

- Virginie Grand (UMP-UDI, 1 960 voix, 26,67 %, 5 conseillers municipaux élus dont 1 communautaire) ;

- Marie-Genevieve Lentaigne (EELV-PG-E! , 979, 13,32 %, 2 conseillers municipaux) ;

- Christine Samson  (LO, 198 voix, 2,69 %, pas d'élus) ;

- Fabien Dussud  (POI, 126 voix, 1,71 % voix).

Lors de ce scrutin, 44,62 % des électeurs se sont abstenus.
Lors du second tour des élections municipales de 2020 dans la Seine-Saint-Denis, la liste PS - PCF - G·s - PRG - GRS menée par Lionel Benharous — qui bénéficiait du soutien du maire sortant, ainsi que de la fusion de la liste de  	Sander Cisinski  (EÉLV) — obtient la majorité absolue des suffrages exprimés, avec 2 773 voix (28 conseillers municipaux élus dont 1 communautaire), devançant très largement les listes menées respectivement par : 

-  Jimmy Vivante (LREM - MRSL, 1 026 voix, 4 conseillers municipaux élus) ;

-  Frédérique Sarre (LFI - PA, 809 voix, 17,55 %, 3 conseillers municipaux élus).

Lors de ce scrutin marqué par la pandémie de Covid-19 en France, 66,98 % des électeurs se sont abstenus.

### Liste des maires
La commune des Lilas a été créée le 24 juillet 1867. La liste des maires commence donc en 1867.
| Période          | Période                    | Identité                              | Étiquette          | Qualité |
| ---------------- | -------------------------- | ------------------------------------- | ------------------ | --- |
| octobre 1867     | septembre 1870             | Victor Guérin-Delaroche               | Bonapartiste       | Industriel Maire de Romainville (1863 → 1867) Premier maire de la commune lors de sa création |
| 5 septembre 1870 | 26 janvier 1871            | Arthur-Henri comte Lambin d’Anglemont |                    | Rentier |
| février 1871     | mars 1874                  | Edmond (ou Edouard) Jacquet           | Républicain modéré | Industriel (fabricant de maroquinerie) Conseiller général de Pantin (1875 → 1887) |
| mars 1874        | octobre 1876               | Charles Rozière                       | Républicain modéré | Industriel |
| octobre 1876     | décembre 1877              | Jacques Pasquier                      |                    | Entrepreneur Démissionne en décembre 1877. |
| janvier 1878     | avril 1880                 | Charles Rozière                       | Républicain modéré | Industriel Démissionne en avril 1880. |
| mai 1880         | janvier 1882               | Edmond Jacquet                        | Républicain modéré | Industriel (fabricant de maroquinerie) Conseiller général de Pantin (1875 → 1887) |
| mars 1882        | août 1887                  | François-Anselme Péan                 | Union républicaine | Fabricant de caoutchouc Conseiller général de Pantin (1887 → 1893) Président du conseil général de la Seine (1891 → 1892) |
| octobre 1887     | mai 1888                   | Pierre Boirre                         |                    | Maître verrier Démissionne en mai 1888. |
| mai 1888         | novembre 1890              | Jacques Pasquier                      |                    | Entrepreneur Démissionne en novembre 1890. |
| mai 1891         | 10 février 1896            | Auguste Courvoisier                   |                    | |
| 10 février 1896  | 16 mai 1896                | Maximilien Leclerc                    |                    | |
| 16 mai 1896      | 29 mars 1902               | Hector Ségaux                         | Parti radical      | Professeur |
| 29 mars 1902     | 3 juin 1938                | Eugène Decros                         | Parti radical      | Industriel marbrier Conseiller général (1929-1935) Décédé en cours de mandat |
| juillet 1938     | mai 1941                   | Henri Ghyse                           | Parti radical      | Industriel (cuivrerie d'art) Démis par le gouvernement de Vichy |
| mai 1941         | novembre 1941              | Léopold Selle-Berthier                | Parti radical      | Maire nommé puis démis par le gouvernement de Vichy |
| août 1942        | avril 1943                 | Fleury-Lourd                          | Parti radical      | Maire nommé puis démis par le gouvernement de Vichy |
| avril 1943       | août 1944                  | Georges Valognes                      |                    | Maire nommé par le gouvernement de Vichy |
| octobre 1944     | mai 1945                   | David Rosenfeld                       | FNR                | Résistant Docteur en médecine |
| mai 1945         | octobre 1947               | Daniel Georges                        | PCF                | Photograveur |
| 1947             | 23 décembre 1951           | Marcel Joseph-Francois                | RPF                | Décédé en cours de mandat |
| 7 janvier 1952   | mai 1953                   | Louis Prévot                          | RPF                | |
| mai 1953         | 23 avril 1956              | Georges Jacquot                       | RPF                | Démissionne le 23 avril 1956 |
| 23 juin 1956     | 10 décembre 1956           | Henri Labanowski                      | MRP                | Chirurgien-dentiste Conseil municipal dissous par décret le 10 décembre 1956, à la suite du vote d'auto-dissolution d'octobre 1956 |
| janvier 1957     | mars 1959                  | Léon Vallée                           | SFIO               | |
| mars 1959        | mars 1983                  | Auguste Rabeyrolles                   | DVD                | Industriel Conseiller général (1973 → 1979) |
| mars 1983        | mars 2001                  | Jean-Jack Salles                      | UDF                | Inspecteur d'assurances Vice-président du conseil régional (1989 → 1992 et 1992 → 1998), Député (1986 → 1988) |
| mars 2001        | juillet 2020               | Daniel Guiraud,                       | PS                 | Conseiller général des Lilas (2004 → 2015) Conseiller départemental de Bagnolet (2015 → ) Vice président du conseil général de la Seine-Saint-Denis(2008 → 2015) Vice-président du conseil départemental de la Seine-Saint-Denis (2015 → ) Vice-président de la métropole du Grand Paris (2016 → 2020) Vice-Président d'Est-Ensemble ( ? → 2020) |
| juillet 2020     | En cours (au 31 mars 2021) | Lionel Benharous                      | PS                 | Professeur d'histoire-géographie Vice-Président de l'EPT Est-Ensemble (2020→ ) |

### Politique de développement durable
La commune a engagé une politique de développement durable en lançant une démarche d'Agenda 21 en 2009.

### Jumelages
- Völklingen (Allemagne) depuis 1984.

## Population et société

### Démographie

#### Évolution démographique
L'évolution du nombre d'habitants est connue à travers les recensements de la population effectués dans la commune depuis 1872. Pour les communes de plus de 10 000 habitants les recensements ont lieu chaque année à la suite d'une enquête par sondage auprès d'un échantillon d'adresses représentant 8 % de leurs logements, contrairement aux autres communes qui ont un recensement réel tous les cinq ans,.

En 2022, la commune comptait 23 262 habitants, en évolution de +1,17 % par rapport à 2016 (Seine-Saint-Denis : +4,67 %, France hors Mayotte : +2,11 %).
| 1872  | 1876  | 1881  | 1886  | 1891  | 1896  | 1901  | 1906   | 1911   |
| ----- | ----- | ----- | ----- | ----- | ----- | ----- | ------ | ------ |
| 3 699 | 4 411 | 5 690 | 5 887 | 6 417 | 7 438 | 8 925 | 10 470 | 11 654 |

| 1921   | 1926   | 1931   | 1936   | 1946   | 1954   | 1962   | 1968   | 1975   |
| ------ | ------ | ------ | ------ | ------ | ------ | ------ | ------ | ------ |
| 14 599 | 18 109 | 19 500 | 19 467 | 17 685 | 18 590 | 17 721 | 15 817 | 20 054 |

| 1982   | 1990   | 1999   | 2006   | 2011   | 2016   | 2021   | 2022   | - |
| ------ | ------ | ------ | ------ | ------ | ------ | ------ | ------ | - |
| 20 354 | 20 118 | 20 226 | 22 071 | 22 505 | 22 993 | 23 469 | 23 262 | - |

#### Pyramide des âges
En 2018, le taux de personnes d'un âge inférieur à 30 ans s'élève à 36,2 %, soit en dessous de la moyenne départementale (42,7 %). À l'inverse, le taux de personnes d'âge supérieur à 60 ans est de 21,4 % la même année, alors qu'il est de 16,7 % au niveau départemental.
En 2018, la commune comptait 10 962 hommes pour 12 440 femmes, soit un taux de 53,16 % de femmes, largement supérieur au taux départemental (50,82 %).
Les pyramides des âges de la commune et du département s'établissent comme suit.
| Hommes | Classe d’âge | Femmes |
| ------ | ------------ | ------ |
| 0,5    | 90 ou +      | 1,6    |
| 5,1    | 75-89 ans    | 7,7    |
| 12,5   | 60-74 ans    | 14,9   |
| 18,7   | 45-59 ans    | 18,3   |
| 24,2   | 30-44 ans    | 23,7   |
| 18,8   | 15-29 ans    | 17,2   |
| 20,2   | 0-14 ans     | 16,7   |

| Hommes | Classe d’âge | Femmes |
| ------ | ------------ | ------ |
| 0,3    | 90 ou +      | 0,9    |
| 3,9    | 75-89 ans    | 5,2    |
| 11,5   | 60-74 ans    | 12,1   |
| 18,7   | 45-59 ans    | 18,1   |
| 22,2   | 30-44 ans    | 22,3   |
| 20,6   | 15-29 ans    | 20,1   |
| 22,8   | 0-14 ans     | 21,4   |

### Enseignement

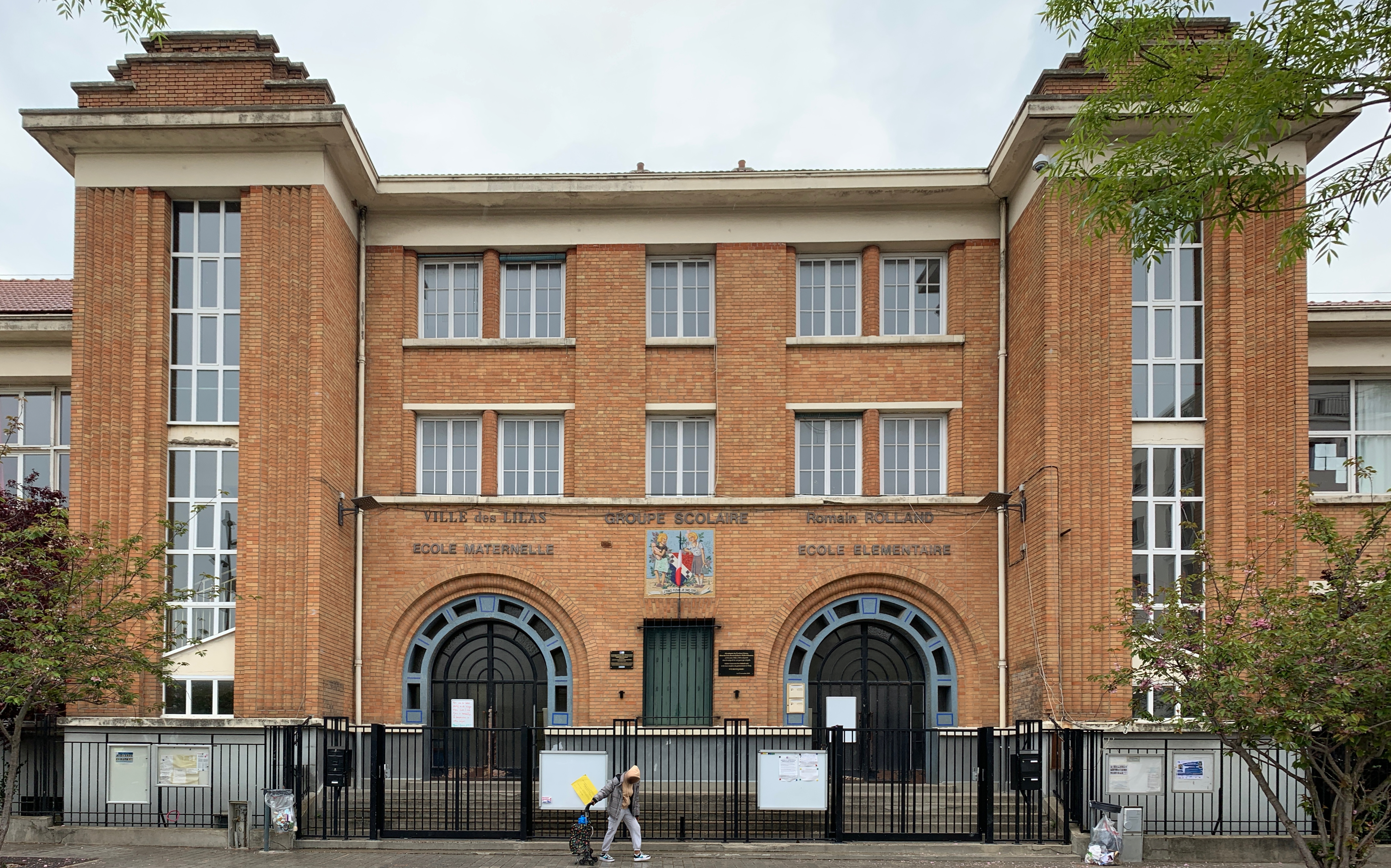
Groupe scolaire Romain Rolland.

La commune des Lilas est située dans l'académie de Créteil.

#### Enseignement général et professionnel
Les établissements scolaires des Lilas dépendent de l'inspection académique de Bobigny et du rectorat de Créteil.
Enseignement pré-élémentaire et élémentaire
- 6 écoles maternelles publiques ;
- 4 écoles primaires publiques ;
- 1 école primaire privée catholique sous contrat.

Enseignement secondaire
- Collège Marie-Curie
- Lycée polyvalent Paul-Robert (en) :
  - réussite au baccalauréat général et technologique (2015) : 94 %[44] ;
  - réussite au baccalauréat professionnel (2015) : 75 %[45].

### Emploi & Entreprises

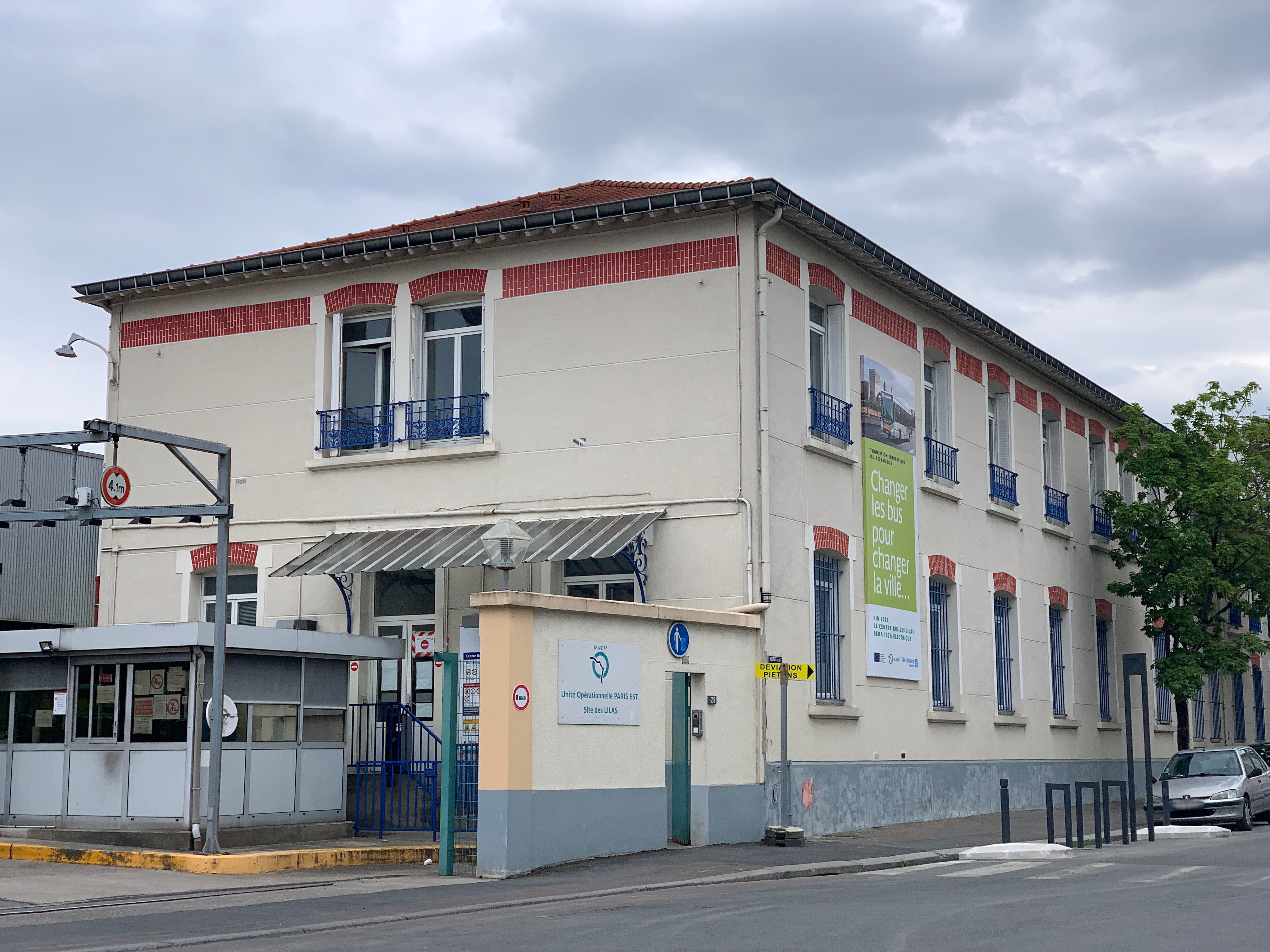
Centre bus des Lilas.

La commune des Lilas regroupe un certain nombre d'entreprises et ce dans de nombreux secteurs d'activité. Parmi ces entreprises :
- le Centre Bus des Lilas (RATP) aussi appelé Centre Paris Est, dans lequel travaillent 800 salariés ;
- la Poste des Lilas, dans laquelle travaillent 30 salariés ;
- la Maternité des Lilas, qui regroupe 180 salariés ;
- la Clinique des Lilas, établissement privé conventionné regroupant 130 salariés ;
- Drieux-Combaluzier, entreprise ascensoriste regroupant 220 salariés ;
- la résidence Les jardins des Lilas, maison de retraite médicalisée regroupant 46 salariés ;
- le garage Merino Sporting, concessionnaire Opel regroupant 40 salariés ;
- la Télédiffusion de France (TDF), regroupant 150 salariés.

### Sports

#### Football
Le FC Les Lilas est un club de football français fondé en 1946 et qui évolue actuellement en Régional 2 Île-de-France. Le club dispute ses matchs au parc municipal des sports Marie Marvingt aux Lilas. Le président du club est Jonathan Haccoun et l'équipe première est entraînée par Afid Djadaoui depuis 2006.

## Culture locale et patrimoine

### Lieux et monuments

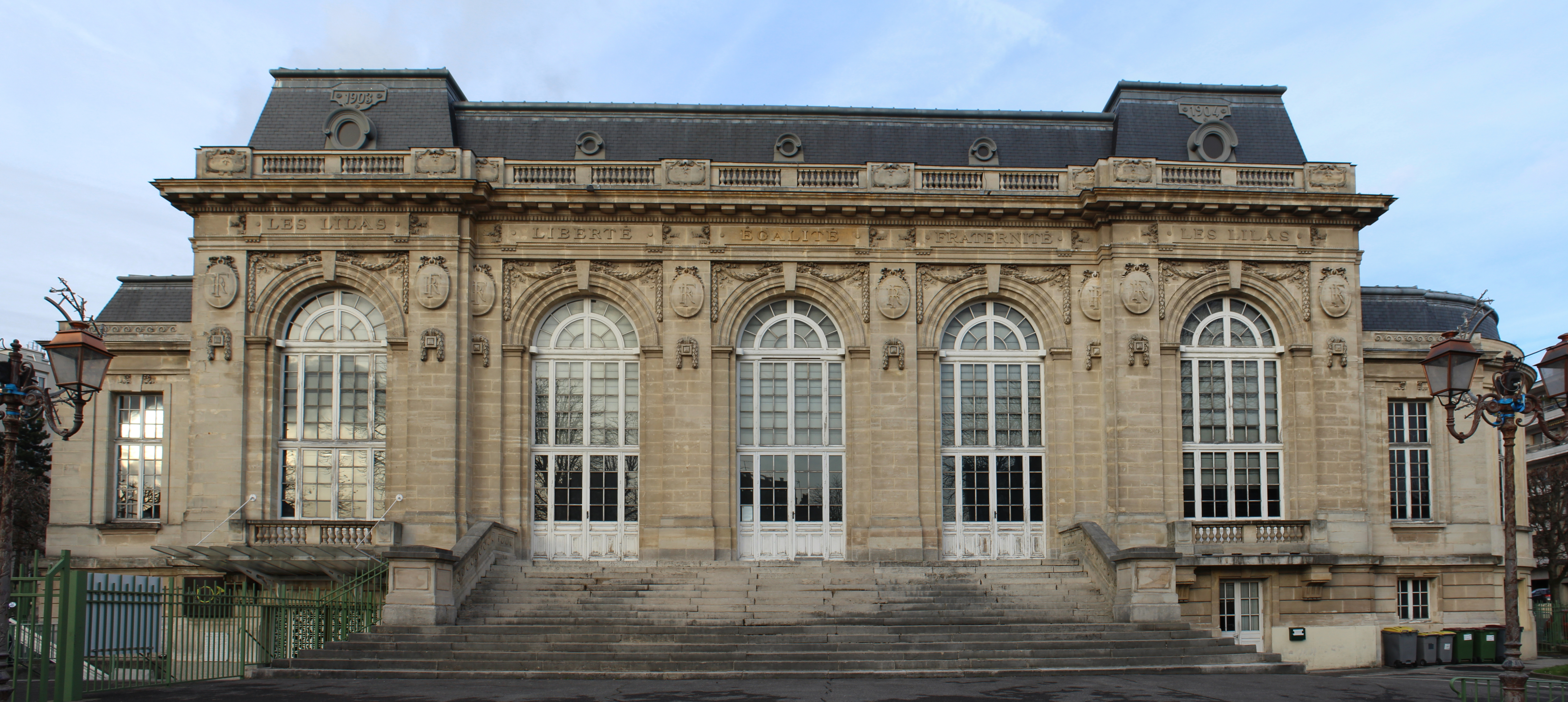
Théâtre du Garde-Chasse.

Hôtel de ville achevé en 1884, décor de mairie de la IIIe République, en particulier les peintures :
- dans la salle du conseil municipal : Le suffrage universel, d'Alfred-Henri Bramtot. Huile sur toile marouflée, 1890, exposée en 1891 au Salon des Champs-Élysées, choisie par la commission des Beaux-arts du conseil général de la Seine pour décorer la mairie des Lilas. Une esquisse de ce tableau est conservée au Petit Palais. Le tableau représente un bureau de vote et détaille l'acte électoral.
- dans l'escalier d'honneur : La République, de Jean-Léon Gérôme, une œuvre réalisée pour le concours officiel de 1848 par un jeune peintre de 24 ans, dans la tradition des tableaux de la Première République[47].
- dans l'escalier d'honneur : Jeunesse et Famille, deux toiles marouflées commandées à Édouard Vimont pour le décor de la mairie de la jeune commune des Lilas, en 1889. Deux scènes populaires et champêtres regroupées sous le thème « les âges de la vie ».

Une restauration du bâtiment est engagée fin 2008.
Église Notre-Dame-du-Rosaire, conçue par le cabinet d’architecture Enia Architectes (Mathieu Chazelle, Simon Pallubicki, Brice Piechaczyk) et Galantino, a été consacrée le 30 janvier 2011. Cette église en béton blanc est ornée d'une Résurrection du Christ de Claude Abeille et comporte un chemin de croix de Laurence Bernot, des vitraux d'Alice et Didier Sancey, ainsi que trois statues issues de l'ancien édifice provisoire construit en 1887 avec une structure et un clocher en bois, qui aura été utilisé plus d'un siècle et sera démoli en 2011,.
Théâtre du Garde-Chasse, situé rue de Paris. C'est l'ancienne salle des fêtes communale, édifiée par Léopold Bévière (1903-1905) sur l'ancien emplacement du jardin de Paul de Kock où ce dernier avait aménagé un théâtre de verdure. L'extérieur est inspiré du Grand Trianon. À l'intérieur, boiseries et plafond sont classés à l'inventaire supplémentaire des Monuments historiques, depuis 1990. La toile marouflée Belle Époque qui décore le plafond est l'œuvre de Victor Tardieu (1907-1910) et représente une scène célèbre de l'opérette Véronique d'André Messager. Sept esquisses, « fragments à grandeur d'exécution » réalisés pour le concours, ont été acquises par la Ville. Depuis 1995, le bâtiment restauré est aménagé en une salle de spectacle de 318 places accueille spectacle vivant, cinéma ou expositions (les fauteuils sont escamotables).
Fort de Romainville, rue de la Résistance, bâti au milieu du XIXe siècle (1844-1850) dans le cadre de l'édification de la ceinture des forts parisiens. Occupé par les Prussiens en 1870, il a surtout servi de 1940 à 1944 de camp d'internement allemand, de réserve d'otages de la région parisienne et de centre de regroupement de prisonnier(e)s politiques issu(e)s de la Résistance. La plupart ont été envoyés dans les camps de l'Allemagne nazie (Auschwitz, Ravensbrück, Mauthausen, etc.) après un séjour de quelques jours à quelques mois à "Romainville". Charlotte Delbo a rendu hommage dans son œuvre aux 230 femmes du Convoi du 24 janvier (1943), dont elle-même faisait partie ainsi que la lilasienne Raymonde Salez. Dernier convoi de femmes parti de la gare de Pantin le 15 août 1944, à la veille de la Libération des Lilas (17 août).
Tour TDF, bâtie par l'architecte Claude Vasconi à l'intérieur du fort de Romainville, repère visuel du Nord-Est parisien et de la ville des Lilas. 124 m de haut. La coupole hissée au sommet d'un fût de 92 m de haut fait 43 m de diamètre dans sa partie la plus large. Construction terminée en 1987. Tour de télécommunications.
Lycée et gymnase bâtis par l'architecte de renommée internationale Roger Taillibert (lycée Paul-Robert, 1993 et gymnase Micheline-Ostermeyer, au curieux plafond à caissons pour l'insonorisation, 1996).
Monument à la mémoire du génocide arménien, stèle de bronze visible dans le cimetière communal des Lilas, réalisée par David Erevantzi, sculpteur né en Arménie. Le monument a été érigé en mai 2000 par la ville des Lilas pour exprimer la solidarité avec les victimes du premier génocide du XXe siècle, en 1915. Les deux faces du monument, isolées l'une de l'autre, symbolisent l'existence séparée des habitants de l'Arménie actuelle et des Arméniens de la diaspora, conséquence du génocide.
Quelques détails :
Au recto, la figure allégorique est celle de la mère-patrie, encore effarée du génocide. À gauche, le personnage aux mains ouvertes est l'Arménien qui n'a pas renoncé. À force de courage et de travail, il a acquis la prospérité (représentée par la guirlande végétale de vigne et de grenades). Dans la partie inférieure, deux « pierres à croix » ou Khatchkars, comme on en trouve en Arménie depuis le Haut Moyen Âge, soit dans les cimetières, soit insérées dans les monuments religieux. À gauche, une pierre tombale, la mort. À droite, on voit les bourgeons et les feuilles issues de la croix. Trois inscriptions sont gravées sur le monument. Deux phrases célèbres, l'une d'Anatole France et l'autre de Lord Byron, « la seule langue pour parler à Dieu, c'est l'arménien » (écrite en arménien), encadrent la dédicace de la ville des Lilas.
Au verso, la chevelure de la femme s'enroule, telle la vague de l'océan : jamais les Arméniens ne se sont immobilisés dans la douleur, la diaspora a continué. La Vierge à l'Enfant est une vierge glorieuse car la maternité permet de renouveler la vie. Le personnage central glorifie la réussite du peuple arménien, de même que l'eau poissonneuse et l'arbre de vie, florissant, chargé de grenades, les fruits symboles de la résurrection. Les racines de la vie sont issues de la Bible, présentée dans sa traduction arménienne par deux moines dont le célèbre Mesrop Machtots. Tout en bas la rosette est un élément traditionnel des décors arméniens : c'est la roue de la vie, le soleil et le symbole de l'éternité.
La Corniche des forts est un parc urbain de la région d'Île-de-France, inscrit au contrat de plan 2000-2006, de 64 hectares situé sur les communes de Pantin, Les Lilas, Noisy-le-Sec et principalement de Romainville. Située sur d'anciennes carrières de gypse, la base de plein air et de loisirs de la Corniche des forts propose des jeux pour enfants. La création d'un cheminement est-ouest de 2,8 km destiné aux piétons et aux vélos permet de profiter du panorama sur Paris Nord et la plaine de France, et est devenu la promenade principale de la base. Les abords de l'ancien château de Romainville ont été réaménagés et la folie de Pantin a été préservée. 
Ce parc est géré par un syndicat mixte regroupant le département et les villes concernées. Il a fait l'objet de nombreuses contestations auprès des habitants proches et des associations.
Le Musée des vampires et monstres de l'imaginaire (14 rue Jules-David), unique au monde (n'existe plus).
La maternité des Lilas (12 rue du Coq-Français) dont la reconstruction promise en 2013 sur le terrain Gütermann est fortement remise en cause, par l'ARS.

### Personnalités liées à la commune
- Claude Bartolone (né en 1951 à Tunis), ancien ministre, ancien président de l'Assemblée nationale (2012-2017), ancien conseiller général du canton des Lilas (1979-1992), ancien député (1981-2017) et ancien président du conseil général de la Seine-Saint-Denis (2008-2012), y habite[54].
- Claire Bouanich, comédienne, y est née en 1994.
- Anaïs Bourdet, graphiste et militante féministe, y est née en 1984.
- Laurent-Emmanuel Calvet, économiste, y est né en 1969.
- Jean-Luc Chaignaud (né en 1959), chanteur classique (opéra, lieder, oratorio), y habite.
- Yvan Chiffre (né en 1936), cascadeur puis réalisateur, y a passé son enfance et sa jeunesse.
- Freeze Corleone, rappeur, y est né en 1992.
- Louis-Vincent Fouquet (1798-1880), y a vécu jusqu'à sa mort.
- Francine Fromond (1917-1944), résistante, y a vécu.
- Daniel Georges, frère de Pierre Georges dit « le colonel Fabien », maire en 1945-1947.
- Georgio, rappeur, y est né en 1993.
- François Hadji-Lazaro (1956-2023) y vivait.
- Cyril Hanouna (né en 1974), animateur et producteur de télévision et animateur de radio, y a été élevé et y a passé sa jeunesse.
- Angélique Ionatos (née en 1954 à Athènes), chanteuse, y a vécu et y est morte le 7 juillet 2021.
- Maurice Juncker (1879-1950), avocat, fondateur du Parti d'unité prolétarienne[55].
- Paul de Kock (1793-1871), écrivain, y est enterré.
- Sotigui Kouyaté (1936-2010), acteur d'origine malienne, y a vécu les dix-sept dernières années de sa vie[56].
- Mabô Kouyaté (1990-2019), acteur et fils de Sotigui Kouyaté, acteur, y vivait. Il avait notamment tourné avec Jules Sitruk, autre habitant de la ville, le film Moi César, 10 ans ½, 1m39[57].
- Arlette Laguiller (née en 1940 à Paris), militante trotskyste et porte-parole de Lutte ouvrière, y a passé toute sa vie et y habite encore.
- Maïwenn, actrice et réalisatrice, y est née en 1976 et y a été élevée.
- Sofiia Manousha, actrice d'origine marocaine, y est née en 1986.
- Aude Massot, auteure de bande dessinée, y est née en 1983.
- Mathurin Moreau (1822-1912), sculpteur, y est enterré.
- Jérémie Nouar, boxeur français, y est né en 1995.
- Jacques Oudot (1934-2025), ancien député, y est né et en a été élu municipal.
- Catherine Ringer (née en 1957) et Fred Chichin (1954-2007), chanteurs, y habitaient.
- Alfred Rosmer (1877-1964), militant communiste et trotskiste, y a vécu
- Aurélia Schaefer (née en 1971), danseuse classique, y a été élevée et y a passé sa jeunesse.
- Jules Sitruk, acteur, y est né en 1990.
- Rachid Taha (1958-2018) y a vécu et y est décédé[58].
- René Tanalias (1898-1985), architecte, y est né.
- Aurélie (1983) et Thibaud Vaneck (1985), acteurs, y sont nés.
- Mathias Vicherat, directeur de l'Institut d'études politiques de Paris, y est né en 1978 et y a vécu dans sa jeunesse.
- Jean Yanne (1933-2003), comédien, y est né et y est enterré.

### Télécommunications
La tour hertzienne TDF de Romainville (123 m) se situe sur le territoire de la commune.

### Héraldique
| Armes de Les Lilas | Les armes de la commune des Lilas se blasonnent ainsi : D'or fretté de sinople, entre-semé de fleurs de lilas au naturel Devise : J'étais fleur, je suis cité |

## Pour approfondir